# Кроган, Марк
Марк Дуэйн Кроган (англ. Mark Duane Croghan; род. 8 января 1968, Акрон, Огайо) — американский легкоатлет, специалист по стипльчезу. Выступал за сборную США по лёгкой атлетике в 1990-х годах, обладатель серебряной медали Игр доброй воли в Санкт-Петербурге, пятикратный чемпион США, участник четырёх чемпионатов мира и трёх летних Олимпийских игр.

## Биография
Марк Кроган родился 8 января 1968 года в городе Акрон, штат Огайо.
Занимался лёгкой атлетикой во время учёбы в Университете штата Огайо, в составе местной легкоатлетической команды успешно выступал на различных студенческих соревнованиях, в частности дважды в 1990 и 1991 годах выигрывал чемпионат Национальной ассоциации студенческого спорта (NCAA) в беге на 3000 метров с препятствиями.
Впервые заявил о себе на международном уровне в сезоне 1990 года, когда вошёл в состав американской сборной и выступил на Играх доброй воли в Сиэтле, где в зачёте стипльчеза стал четвёртым.
В 1991 году одержал победу на чемпионате США в стипльчезе, выиграл бронзовую медаль на международном турнире Golden Gala в Риме, финишировал шестым на Мировом классе в Цюрихе, отметился выступлением на чемпионате мира в Токио.
Став вторым на национальном олимпийском отборочном турнире в Новом Орлеане, удостоился права защищать честь страны на летних Олимпийских играх в Барселоне, где в программе бега на 3000 метров с препятствиями дошёл до стадии полуфиналов.
В 1993 году с личным рекордом 8:09.76 финишировал пятым на чемпионате мира в Штутгарте, показал четвёртый результат на Финале Гран-при IAAF в Лондоне.
В 1994 году среди прочего вновь стал чемпионом США, завоевал серебряную награду на Играх доброй воли в Санкт-Петербурге, уступив на финише лишь своему соотечественнику Марку Дэвису.
В 1995 году защитил звание национального чемпиона, дошёл до полуфинала на чемпионате мира в Гётеборге.
В 1996 году выиграл чемпионат США в Атланте и тем самым благополучно прошёл отбор на Олимпийские игры в Атланте — в финале стипльчеза показал время 8:17.84, расположившись в итоговом протоколе соревнований на пятой строке.
В 1997 году одержал победу на турнире в Индианаполисе, став таким образом пятикратным чемпионом США в беге на 3000 метров с препятствиями. На чемпионате мира в Афинах финишировал шестым.
В 2000 году стал вторым на чемпионате США в Сакраменто, принимал участие в Олимпийских играх в Сиднее — на предварительном квалификационном этапе показал результат 8:25.88, чего оказалось недостаточно для выхода в финал.
Завершил спортивную карьеру по окончании сезона 2003 года.
Впоследствии проявил себя на тренерском поприще, в 2001—2006 годах тренировал бегунов на длинные дистанции в старшей школе University School в Хантинг-Вэлли, затем возглавлял кроссовую команду Государственного университета Кента.